# Герб (родовой)
Родовой (фамильный) герб — собственные гербы дворянских родов (фамилий) для различения семейств между собой, их заслуг и статуса.
Родовой герб считается законным если он официально утверждён Геральдическим советом, после предъявления подлинных исторических доказательств дворянского происхождения — в противном случае такой герб считают спорным.

## Назначения и типы
Родовые гербы делятся по разным категориям: "первоначальные, наследования и ренты". Их условно можно разделить, как "гербы, принадлежавшие изначально одной фамилии, но не всегда сохранённые в неизменном виде", которые в своё время делятся на подвиды:
- Брачные (союзные) гербы — они содержат четверти гербов предков по отцовской и материнской линии (аналог генеалогического древа в рисованном варианте). Самый древний герб всегда помещается в правом верхнем углу (первое поле) или поверх всего;
- Гербы с бризурами — то есть, обременённые специальными элементами и фигурами, часто передающие степень родства через символику, различающуюся в геральдических традициях разных стран;
- Замещающие гербы — если благородный род пресекается, то герб может передаваться вместе с фамилией (именем). Им почти полностью аналогичны, так называемые Гербы преемства.
- Гербы обретённые — берутся в память о славном деянии (подвиге), но не обязательно совершённого "благородным рыцарем".  В данном случае в европейской геральдике сосуществовал параграф: "Ежели кто, не благородный по рождению и не имеющий собственного герба, совершит деяние большой важности, как-то возьмёт в честном бою в плен принца или благородного вельможу, то получает право взять себе и своим потомкам герб пленного".

В Российской империи работа с родовыми гербами была поручена Департаменту герольдии Правительствующего Сената, где было специально учреждёно Гербовое отделение департамента Герольдии.
В Российской Федерации вопросами геральдики ведает Геральдический совет при Президенте Российской Федерации, но вопросами родовых гербов он не занимается.